# TBPL2
TBPL2 (англ. TATA-box binding protein like 2) – білок, який кодується однойменним геном, розташованим у людей на 14-й хромосомі. Довжина поліпептидного ланцюга білка становить 375 амінокислот, а молекулярна маса — 41 524.
| 10         |  | 20         |  | 30         |  | 40         |  | 50         |
| ---------- |  | ---------- |  | ---------- |  | ---------- |  | ---------- |
| MASAPWPERV |  | PRLLAPRLPS |  | YPPPPPTVGL |  | RSMEQEETYL |  | ELYLDQCAAQ |
| DGLAPPRSPL |  | FSPVVPYDMY |  | ILNASNPDTA |  | FNSNPEVKET |  | SGDFSSVDLS |
| FLPDEVTQEN |  | KDQPVISKHE |  | TEENSESQSP |  | QSRLPSPSEQ |  | DVGLGLNSSS |
| LSNSHSQLHP |  | GDTDSVQPSP |  | EKPNSDSLSL |  | ASITPMTPMT |  | PISECCGIVP |
| QLQNIVSTVN |  | LACKLDLKKI |  | ALHAKNAEYN |  | PKRFAAVIMR |  | IREPRTTALI |
| FSSGKMVCTG |  | AKSEEQSRLA |  | ARKYARVVQK |  | LGFPARFLDF |  | KIQNMVGSCD |
| VRFPIRLEGL |  | VLTHQQFSSY |  | EPELFPGLIY |  | RMVKPRIVLL |  | IFVSGKVVLT |
| GAKERSEIYE |  | AFENIYPILK |  | GFKKA      |  |            |  |            |

A: Аланін

C: Цистеїн

D: Аспарагінова кислота

E: Глутамінова кислота

F: Фенілаланін

G: Гліцин

H: Гістидин

I: Ізолейцин

K: Лізин

L: Лейцин

M: Метіонін

N: Аспарагін

P: Пролін

Q: Глутамін

R: Аргінін

S: Серин

T: Треонін

V: Валін

W: Триптофан

Кодований геном білок за функцією належить до білків розвитку. 
Задіяний у таких біологічних процесах, як транскрипція, регуляція транскрипції. 
Білок має сайт для зв'язування з ДНК. 
Локалізований у цитоплазмі, ядрі.